# Hercle
A la mitologia etrusca, Hercle o també Herecle, era fill de Tínia i Uni, les divinitats supremes del panteó etrusc. S'assimila a l'heroi grec Hèracles i se'l representava com un personatge molt musculat, que portava una grossa porra i es vestia amb una pell de lleó.
Era una divinitat popular en l'art etrusc, i es representava especialment als miralls de bronze, que el mostren realitzant aventures diferents de les dels mites grecs d'Hèracles o dels romans sobre Hèrcules.
En la tradició etrusca, Uni, que es pot identificar amb la Juno romana, va concedir a Hercle un lloc entre els immortals oferint-li la seva llet materna. Hercle va ser el primer home convertit en divinitat i els aristòcrates etruscs van intentar identificar-se amb aquest ascens, com expliquen les obres d'art i la literatura.
Hercle diferia en molts aspectes del grec Hèracles. Sembla que tenia un estatus especial a tota Itàlia. Segons les representacions artístiques que han sobreviscut, es veu que era el defensor d'una deessa desconeguda contra les criatures de l'altre costat d'una frontera, mostrant la seva qualitat de divinitat situada al llindar (liminal). A Etrúria també es relacionava amb l'aigua corrent. Protegia tots els animals, i principalment els ramats i els pastors. Tenia a més un gran prestigi com a oracle.